# Saffier Biada
Saffier Biada (6 juni 1999) is een Nederlandse acteur. Saffier Biada heeft onder andere een rol vertolkt in het 13e seizoen van Flikken Maastricht als Ryan Lapré. Verder is hij te zien in de serie Vakkenvullers en in de film Project X.

## Filmografie
- 2019 - Vakkenvullers (Vakkenvuller)
- 2018 - Flikken Maastricht (Ryan Lapré)
- 2016 - De Dromer, de Denker, de Doener & de Durfal (Leerling)
- 2016 - Project X (Kind)